# 73883 Астерод
73883 Астерод (73883 Asteraude) — астероїд головного поясу. Був відкритий 16 лютого 1997 року А. Клотцем у Кастріта спочатку мав тимчасове позначення 1997 DQ.
73883 Астерод став першим астероїдом, відкритим Французькою асоціацією користувачів електронних детекторів AUDE (фр. Association des Utilisateurs de Detecteurs Electroniques), від назви якої й отримав свою назву. В наступні роки AUDE відкрита ще близько 50 астероїдів.